# П'єзокераміка
П'єзокераміка (англ. piezoceramics, рос. Пьезокерамика) — група штучних матеріалів, що має п'єзоелектричні та сегнетоелектричні властивості.
«П'єзо» (від грецької «piezo» означає «тиснути») вказує на те, що цьому виду кераміки притаманна особлива властивість — п'єзоелектричний ефект, тобто виникнення поляризації під дією механічної напруги. П'єзокерамічні матеріали мають усі властивості, притаманні сегнетоелектрикам.

## Історія
Вперше п'єзокераміку було синтезовано у 1944 році уродженцем Білої Церкви Б. М. Вулом, який виявив сегнетоелектричні властивості титанату барію (BaTiO3). Практично одночасно ці властивості були виявлені американськими і японськими дослідниками.
Історично першим застосуванням сегнетокераміки у п'єзотехніці було використання титанату барію і його твердих розчинів (Ba, Ca)TiO3 та (Ba, Pb)TiO3 як електромеханічних перетворювачів.
В наш час п'єзокераміка є найважливішим матеріалом для виготовлення сучасних п'єзоелектричних елементів, перш за все активних елементів ультразвукової діагностики, літотрипсії та ударно-хвильової терапії.

## Властивості

### Фізичні властивості
За фізичними властивостями являє собою хімічну сполуку або твердий розчин (порошок) зерен (кристалітів). Це твердий, хімічно інертний матеріал, зовсім нечуттєвий до вологості та інших атмосферних впливів, що має полікристалічну структуру.
Важливим елементом технології виготовлення п'єзокераміки є процес попередньої поляризації, що здійснюється прикладанням потужного електричного поля при температурі вище точки Кюрі при поступовому охолодженні. Фізичні властивості п'єзокерамік різного хімічного складу, як матеріалу для електромеханічних перетворювачів енергії, записуються як рівняння стану, що відображають зв'язок механічних та електричних характеристик. Ці співвідношення досить громіздкі. Для ілюстрації тут вкажемо на вирази для нормального напруження на майданчиках, перпендикулярних напрямку попередньої поляризації, та вираз для складової вектору індукції в цьому ж напрямку
{\displaystyle \sigma _{z}=c_{13}^{E}(\epsilon _{x}+\epsilon _{y})+c_{33}^{E}\epsilon _{z}+e_{33}E_{z}}
{\displaystyle D_{z}=\epsilon _{33}^{S}E_{z}+e_{31}(\epsilon _{x}+\epsilon _{y})+e_{33}\epsilon _{z}}
Як видно з рівняння, значення нормального напруження {\displaystyle \sigma _{z}} визначається не лише механічними дефомаціями {\displaystyle \epsilon _{x},\epsilon _{y}} та {\displaystyle \epsilon _{z}}, а й компоненттою вектора напруженості електричного поля {\displaystyle E_{z}}. Так само, значення величини індукції електричного поля визначається не лише напруженістю електричного поля, а й значеннями механічних деформацій. Коефіцієнти в приведених співідношеннях, модулі пружності {\displaystyle c_{ij}}, п'єзомодуді {\displaystyle e_{ij}} та діелектричні проникненості {\displaystyle \epsilon _{ij}} визначаються експериментально. Повні рівняння стану для п'єзокераміки та методи розв'язання задач, пов'язаних з її практичним використанням, наведені у монографії «Электроупругость».

### Хімічний склад
За хімічним складом це складний оксид, який включає іони двовалентного свинцю або барію, а також іони чотирьохвалентного титану або цирконію. Шляхом зміни основного співвідношення вихідних матеріалів і введення добавок синтезують п'єзокераміку різного складу, яка володіє визначеними електрофізичними і п'єзоелектричними характеристиками. Найбільшого поширення отримала група п'єзокерамічних матеріалів типу ЦТС (цирконат — титанат свинцю). Разом з тим використовується кераміка на основі титанату барію (ТБ) і титанату свинцю (ТС).

## Технологія виробництва п'єзокерамічних елементів
Виробництво керамічних п'єзоелементів включає в себе такі етапи:
1. Підготовка порошків оксидів металів дуже високої чистоти (для PZT — оксиду свинцю, оксиду цирконію, оксиду титану тощо).
2. Змішування синтезованого порошку з твердими або рідкими органічними зв'язувальними компонентами і формування з отриманої суміші майбутнього п'єзоелемента (методом пресування порошку за допомогою гідравлічного преса, лиття, видавлювання тощо).
3. Випал сформованої структури у печі (залежно від типу матеріалу повний час температурної обробки може становити близько 24 годин).
4. Нанесення контактних електродів на поверхню утвореного елемента. Найбільш поширеними способами є трафаретний друк за допомогою суміші срібла і скла з повторним випалюванням, нанесення покриття хімічним методом у спеціальних реакторах а також напилення — обробка парами металів в умовах низького вакууму.

Після цього кераміку поляризують шляхом поміщення її в сильне електричне поле при температурі нижче точки Кюрі. Поляризація зазвичай є остаточним процесом у виготовленні п'єзокерамічних елементів, хоча за нєю слідує термостабілізація і контроль параметрів.

## Застосування

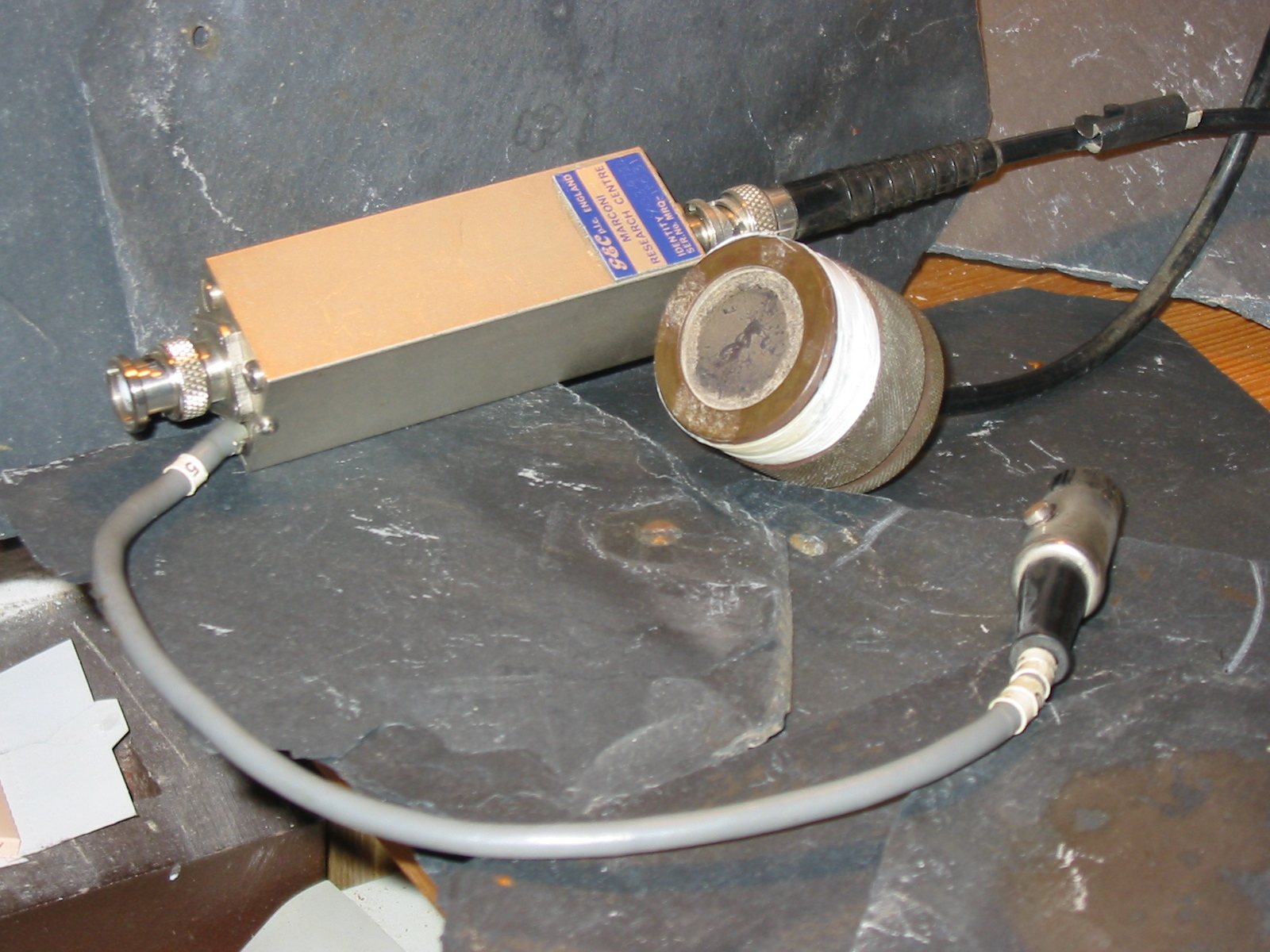
Ультразвуковий перетворювач на основі PZT-кераміки

П'єзокерамічні матеріали знайшли широке застосування у виготовленні різноманітних електромеханічних перетворювачів, таких, як:
- П'єзокерамічні генератори — пристрої, що перетворюють механічний вплив на електричний потенціал, використовуючи прямий п'єзоефект.[2]
- П'єзокерамічні перетворювачі (випромінювачі) — перетворюють електричний сигнал на звукові хвилі (використовують зворотний п'єзоефект).
- П'єзокерамічні датчики — перетворюють механічну силу чи рух у пропорційний електричний сигнал.
- П'єзокерамічні актюатори — призначені для перетворення електричних величин (напруги або заряду) у механічне переміщення робочого тіла.
- Комбіновані п'езокерамічні системи — перетворюють електричні величини в електричні, при послідовному використанні зворотного і прямого п'єзоефектів. Прикладом таких систем можуть бути ехолоти, вимірювачі потоків, п'єзотрансформатори і т. д.